# Nephodia clerigata
Nephodia clerigata là một loài bướm đêm trong họ Geometridae.